# Arnoldka
Arnoldka je jeskyně v Českém krasu jižně od obce Bubovice. Jedná se o jednu z nejdelších a zároveň nejhlubších jeskyní v Čechách.

## Historie a pojmenování
Jeskyně byla objevena 17. června 1972 průzkumem úzké štěrbiny na tehdy nejnižší etáži lomu Čeřinka členy Krasové sekce. Již během prvního průniku bylo zjištěno, že se jedná o poměrně členitou a hlubokou jeskyni skýtající další potenciál pro průzkum. Jméno jeskyně, Arnoldka, bylo zvoleno podle stejnojmenného lomaře, který upozornil na vstupní štěrbinu.
V roce 1974 byl proražen nový, horní, vchod do jeskyně, protože objevný vchod byl poměrně náročný na vstup, a také z důvodu lepší ventilace.

## Charakter jeskyně
Arnoldka se nachází ve vápencovém masivu tvořeném horninami loděnického a sliveneckého souvrství, které spadají do spodně-devonského stupně prag mající klasickou narůžovělou barvu charakteristickou pro mnoho jeskyní Českého krasu. Vápence stupně prag, spolu s lochkovskými vápenci, vytvářejí v hornině krasovějící a propustný prostor, který je obklopen méně propustnými a nekrasovějícími vrstvami. V tomto prostoru, který má v dané lokalitě až propasťovitý charakter, se formovala i Arnoldka.
Nejvýznamnější části tohoto propasťovitého systému jsou rozsáhlé členité Bludiště tvořené rozeklanými puklinami, šikmými komíny a ementálovitými chodbičkami až ve třech patrech nad sebou, dále dóm Naděje, chodby Potoční a Mlaskačka, odkud jeskyně pokračuje svoji největší prostorou Příbův dóm. Hlavní tah příkře pokračuje až do nejhlubšího místa v jeskyni Jezerního dómu nacházejícího se v hloubce 111 m, který je zaplaven jezerem hlubokým až 20 m, které občas zmizí. Poslední velkou prostorou jeskyně je Panoptikální tah s Vysokým dómem.
Nedaleko Arnoldky se nachází jeskyně Čeřinka, nicméně oba jeskynní systémy nejsou navzájem propojeny.

## Fauna
Jeskyně je významným zimovištěm netopýrů a vrápenců, a to zejména netopýra velkého a vrápence malého. V zimním období byl zaznamenám i pohyb kuny skalní, která využila k průniku pukliny v okolí spodního vchodu a lovila zimující netopýry.

## Galerie

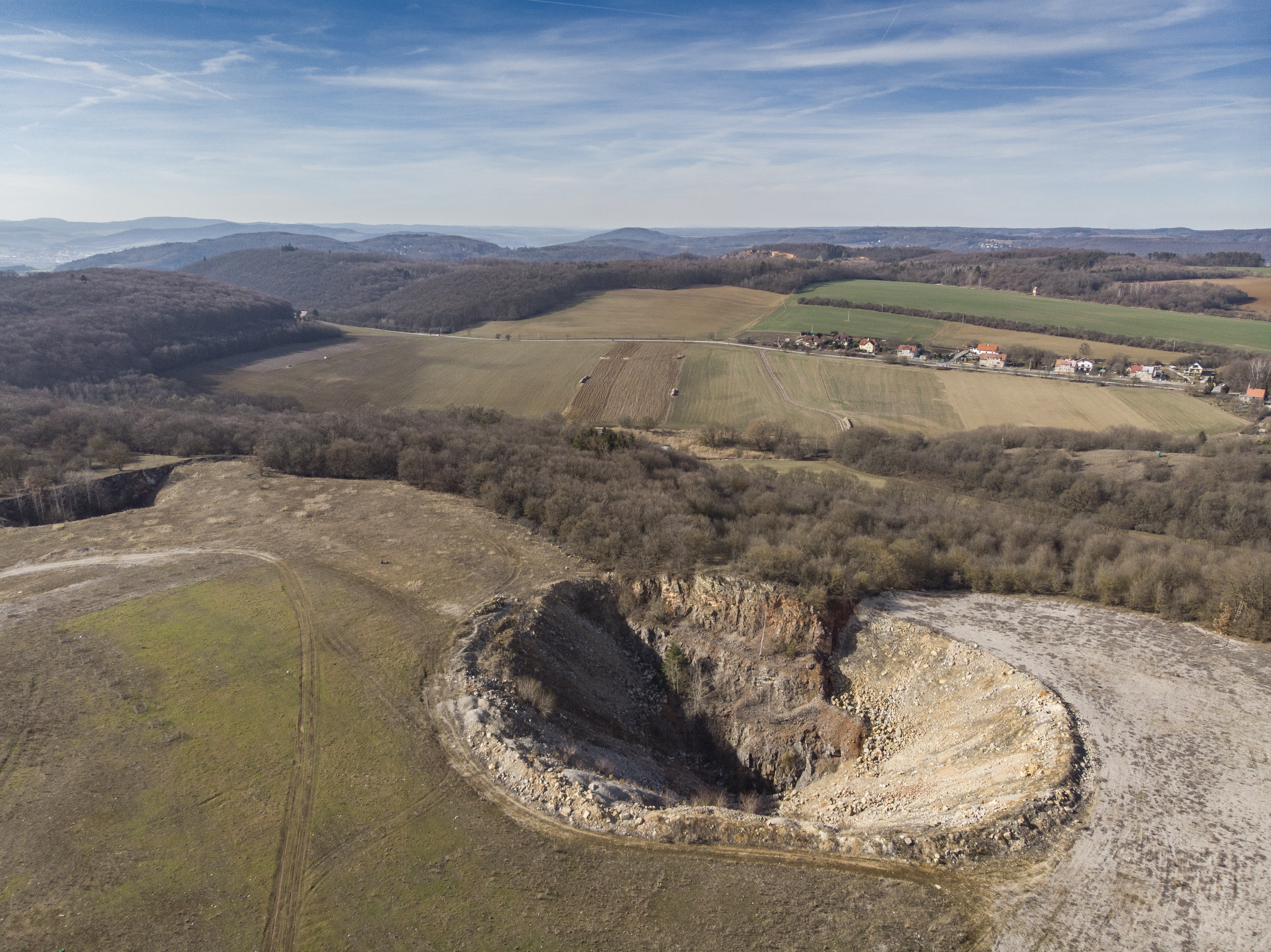
Odkryv v lomu Čeřinka se vstupy do Arnoldky (2019)
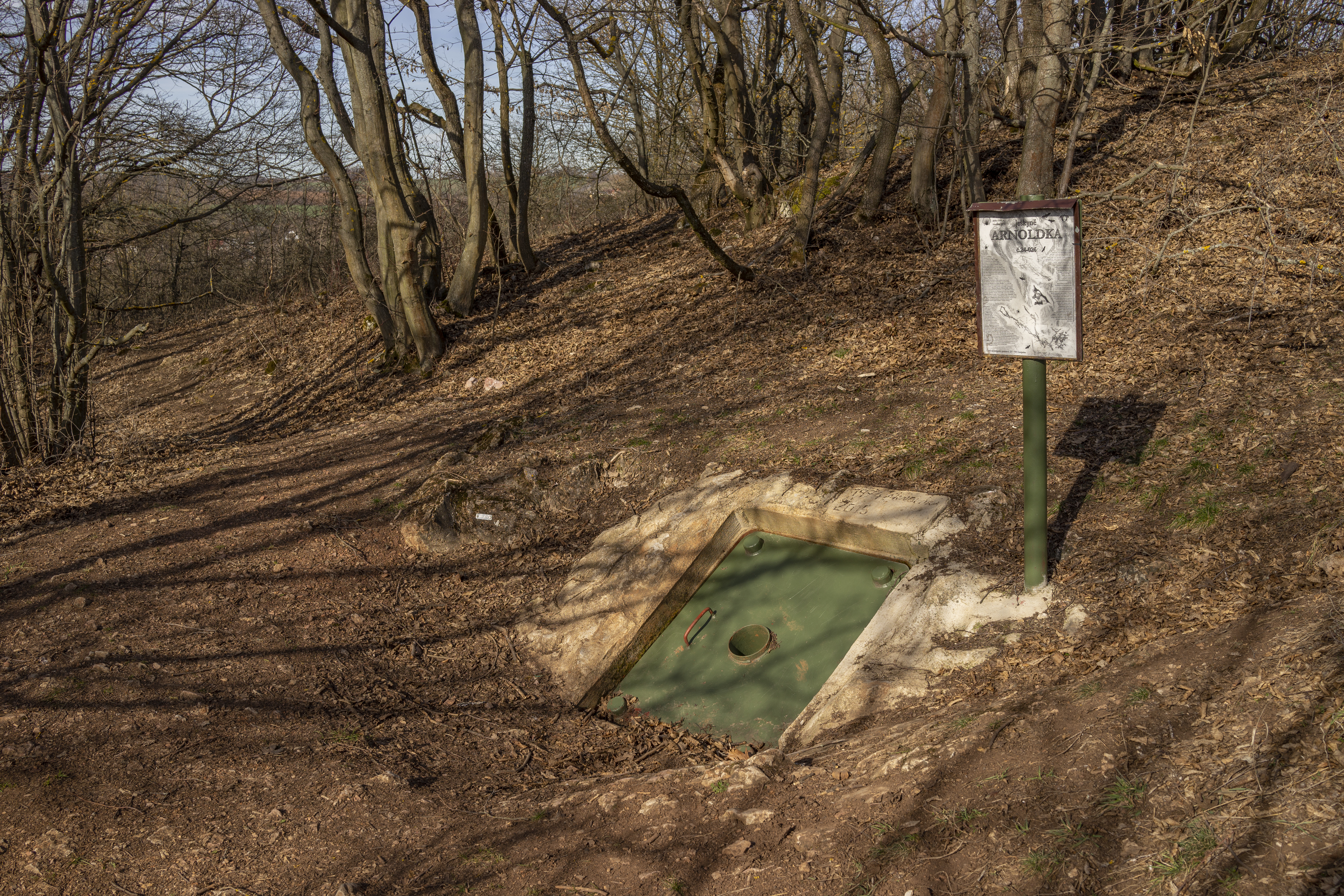
Vstup do jeskyně (2019)
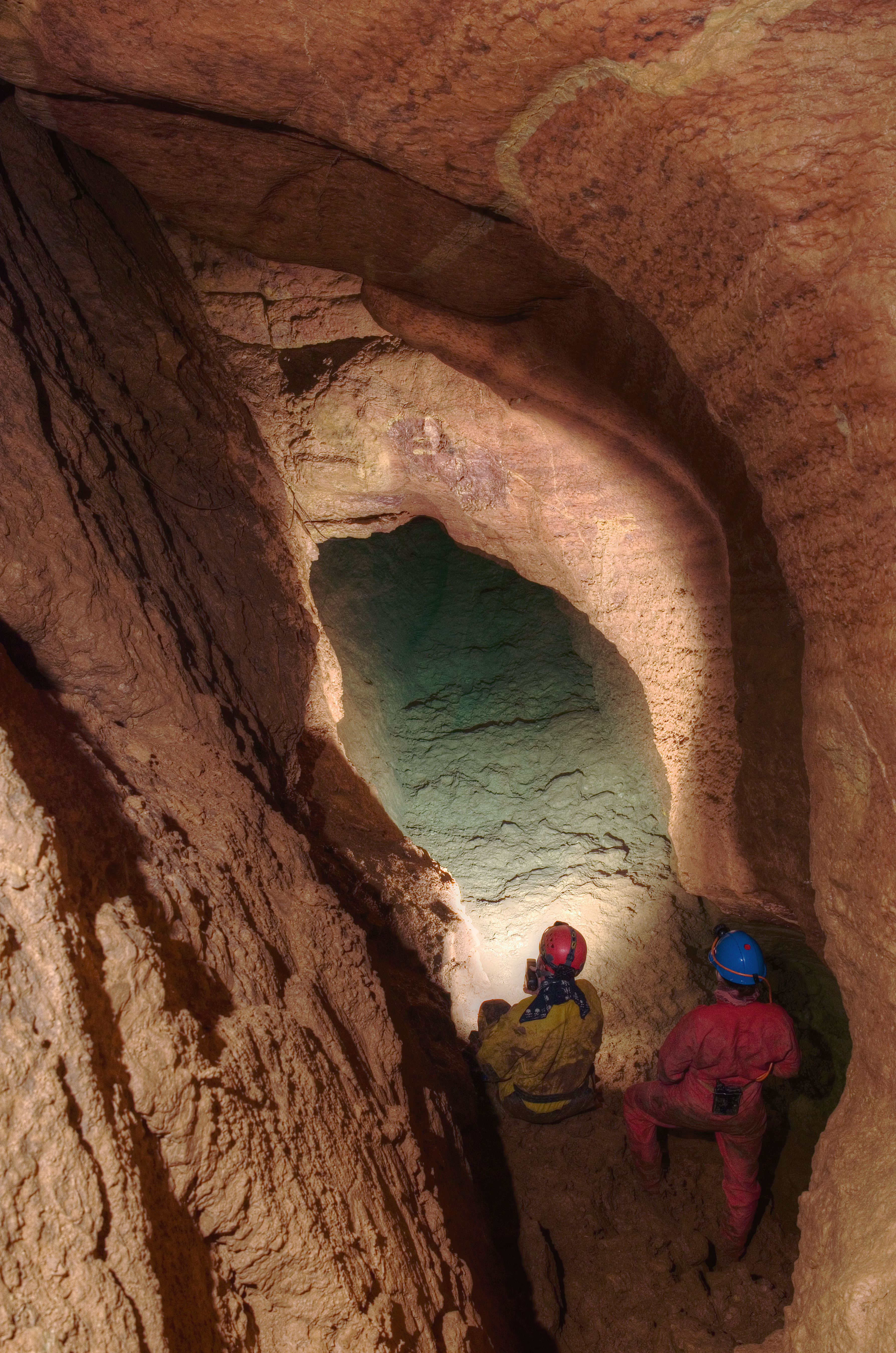
Jezerní dóm
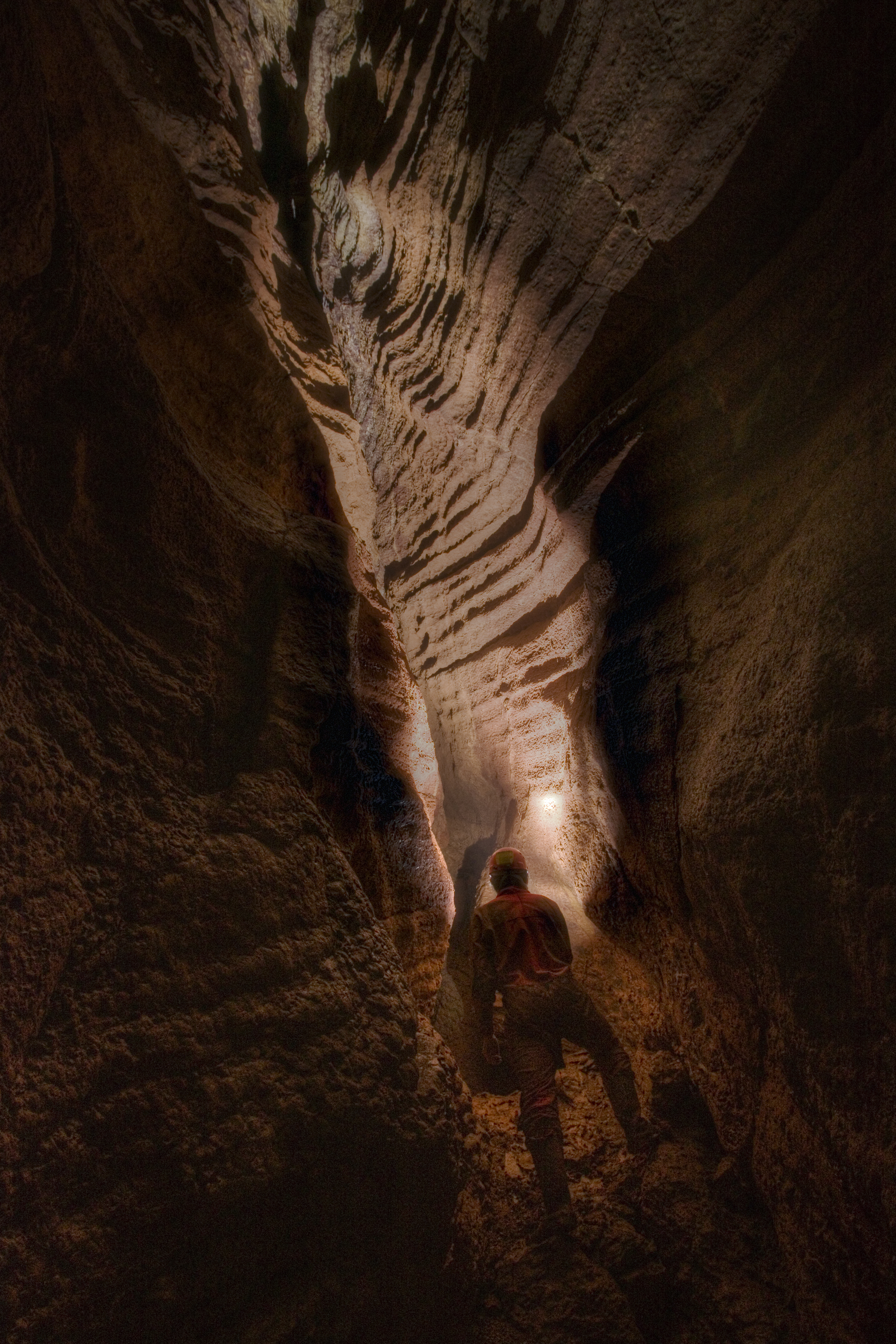
Vysoký dóm
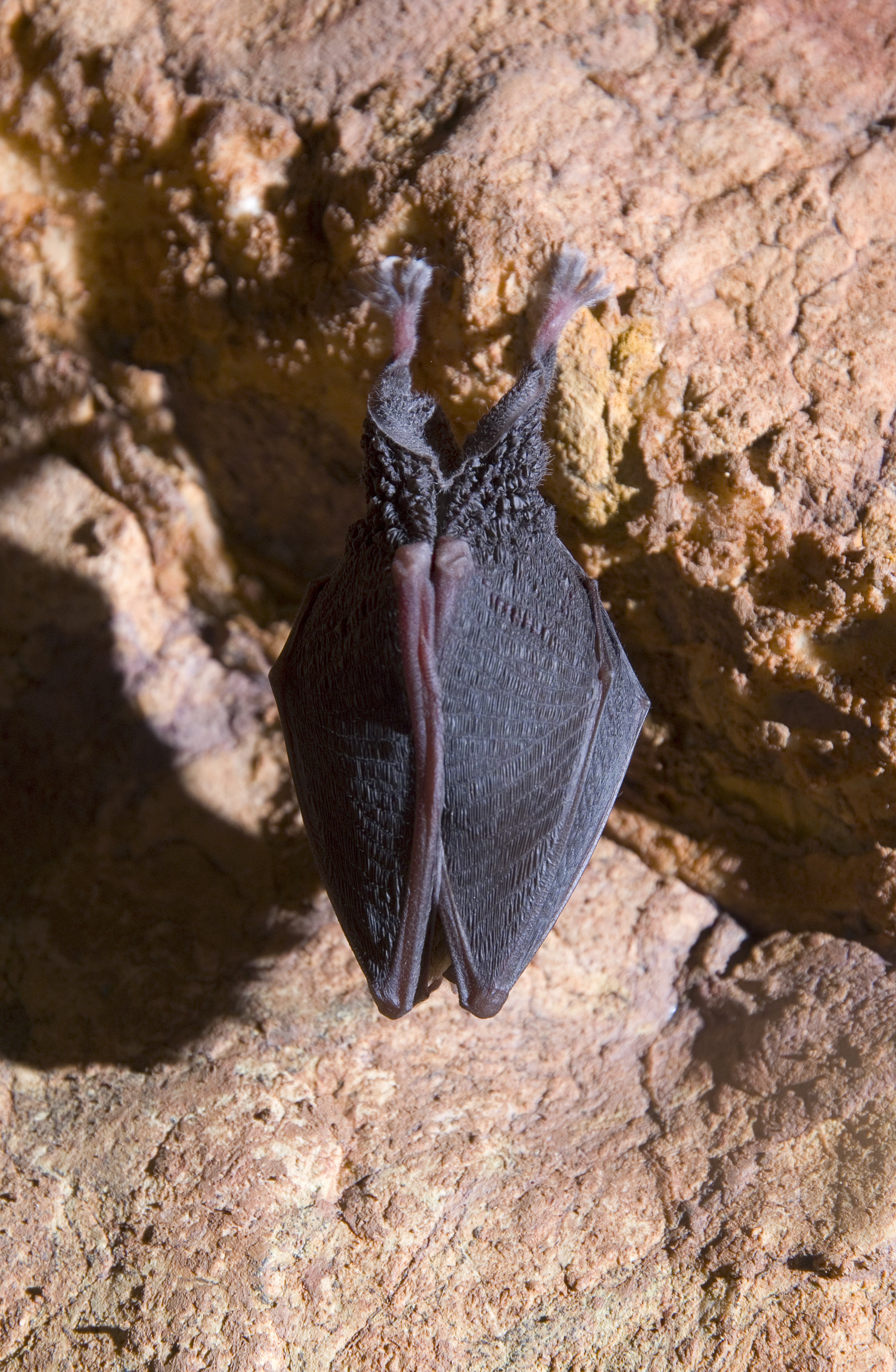
Vrápenec v Arnoldce
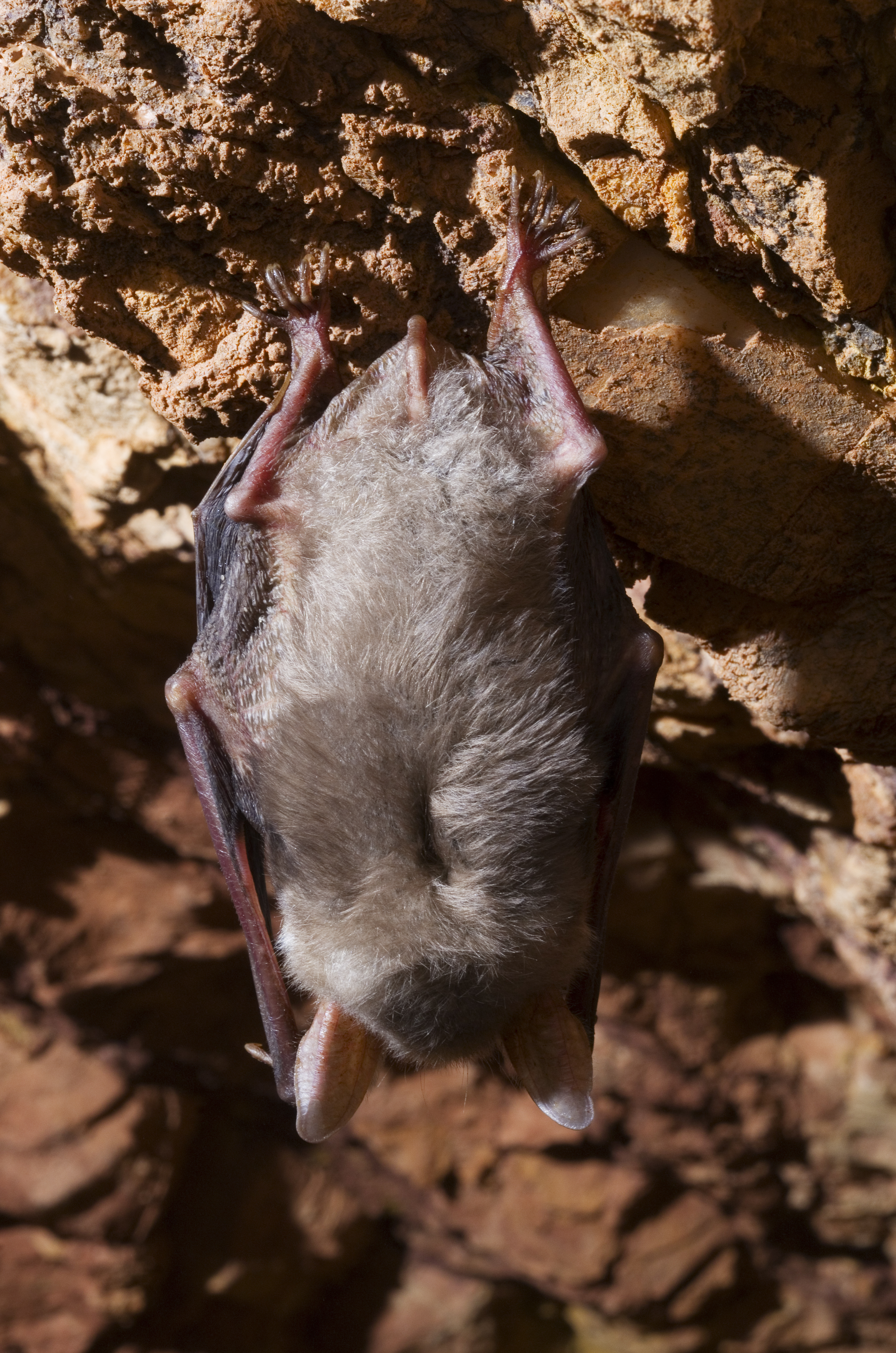
Zimující netopýr velký